# 余經緯
余經緯（1930年10月31日—1976年12月11日），星馬中藥商余東旋的第十二子，香港電視廣播有限公司（TVB）創辦人之一，並曾任總經理。

## 生平
余經緯祖籍廣東佛山，祖父余廣培移民馬來亞，創辦中藥企業「仁生」（後改名余仁生），父親余東旋接手後將它擴展成為跨及馬來亞、新加坡、香港的大企業。余經緯是余東旋的第十二子，曾留學美國，先後取得紐約州壬色列理工學院化學工程學士學位及哥倫比亞大學科學碩士學位 。
余東旋過世後，所遺留的事業主要由年紀最大的3個兒子（余經鑄、余經綸、余經翱）掌理。余經緯在家族事業中較無發展機會，只好轉行。他在1950年代學成歸來，即在香港中環開設「經緯金融有限公司」，主要販售「愈富基金」，是戰後把基金投資帶到香港的第一代華商 。
他常居香港，對攝影和電影有興趣，與業界人士來往頻繁。新加坡電影製片人陸運濤夫婦訪港期間，余經緯便招待他們入住淺水灣余園。當時多部陸氏出品的電影（如林黛主演的《情場如戰場》) 便在余園拍攝 。
1965年，余經緯與利孝和、邵逸夫及一些英美商家，聯手標下香港無線電視牌照，建立電視廣播有限公司（TVB）。1969年2月，余經緯出任總經理兼董事，直接管理電視台業務，並兼任華星娛樂有限公司董事局副主席。
在家族事業主體的中藥材方面，余經緯於1966年在九龍深水埗開設余仁生分店。他又嘗試將家族生意企業化，於1973年將公司在新加坡上市。
1976年，余經緯因病驟逝，享年46歲。有傳他患上癌症，又傳他在印度吃魚生染上變形蟲，亦有傳他在南洋結識一名女子，被落降頭而死。 遺孀陳耐梅曾為檀香山水仙花皇后，另遺下3子（余義生、余義焜、余義海）1女（余季芬）。